# Alex Feil

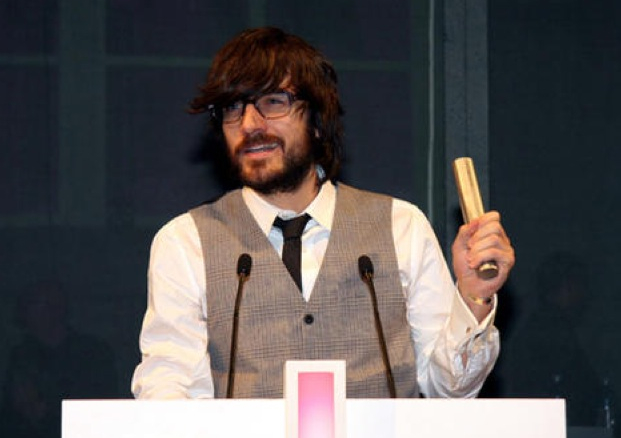
Alex Feil (2009)

Alex Feil (* 19. August 1977) ist ein deutscher Regisseur und Editor.

## Leben
Alex Feil wuchs in einer Maskenbildnerfamilie auf. Während seiner Schulzeit verdiente er sein Taschengeld beim ZDF als Schnitt-Assistent und Produktionshilfe.
Nach dem Abitur bewarb er sich erfolglos an der Filmakademie Baden-Württemberg im Bereich Regie und startete danach zunächst als Editor. Er arbeitete an Dokumentationen für das Fernsehen, unter anderen Holokaust (D, 2000) von Guido Knopp. 2000 konzentrierte er sich auf die Postproduktion im Bereich Werbefilm. Die folgenden fünf Jahre etablierte er sich national als freiberuflicher Editor und Postproduktionsupervisor. 2004 gewann sein Animationsfilm „e-motion capture“ den Animago Award und wurde als bester Animationsfilm vom Verband Deutscher Werber ausgezeichnet.
Während dieser Zeit feierte er Erfolge als Regisseur der Kurzfilme „menschlich“ und „Kubrick's odyssey 2001“.
Seit 2006 konzentriert er sich mit seinen Arbeiten auf Werbung. Unter anderem das 2015 viral bekannt gewordene Werbevideo heimkommen stammt von Feil.
Alex Feil lebt in Los Angeles.

## Wichtige Auszeichnungen / Nominierungen
Cannes Lions (F)
- 2006: Shortlist (a.r.t.)
- 2007: Shortlist (Comedy Central)
- 2008: Shortlist (Shareware.de)
- 2009: Bronze (Loewe)
- 2009: Bronze (VW)
- 2010: Shortlist (Mercedes-Benz)
- 2012: Bronze (Micasa)

Clio (USA)
- 2009: Bronze (Loewe)
- 2011: Bronze (Mercedes-Benz)
- 2014: Gold (Mercedes-Benz)

New York Festivals (USA)
- 2006: Gold (a.r.t.)
- 2008: Bronze (Freeware)

the one show (USA)
- 2006: Gold (a.r.t.)

D&AD Awards (UK)
- 2006: Annual entry (a.r.t.)

Art Directors Club (USA)
- 2009: Gold (VW – Verwandlung)
- 2009: Merit (Loewe)

Epica (France)
- 2011: Gold (Micasa)

Art Directors Club (D)
- 2006: Bronze (a.r.t.)
- 2007: Auszeichnung (a.r.t.)
- 2007: Auszeichnung (Gelbe Seiten)
- 2007: Bronze (Comedy Central)
- 2008: Auszeichnung (Freeware)
- 2009: Gold (Loewe)
- 2009: Silber (Loewe)
- 2009: Bronze (VW – Verwandlung)
- 2011: Silber (Mercedes-Benz)